# Perkins (Oklahoma)
Perkins è un comune degli Stati Uniti d'America, situato in Oklahoma, nella contea di Payne. Il nome del comune è un omaggio a Walden Perkins.